# 51 (tal)
51 (enoghalvtreds, på checks også femtien) er det naturlige tal som kommer efter 50 og efterfølges af 52.

## Inden for matematik
- 51 er et ekstraordinært tal.
- 51 er et kvadratfrit tal.

## Inden for videnskab
- 51 Nemausa, asteroide
- M51, galakse i Jagthundene, Messiers katalog

## Andet
Desuden er 51:
- atomnummeret på grundstoffet antimon.
- international telefonkode for Peru.

## Eksterne links
- Wikimedia Commons har flere filer relateret til 51 (tal)